# 대진여객 (부산)
대진여객(大進旅客)은 부산광역시 기장군 철마면 반송로 979에 본사를 둔 시내버스 운수 회사이다.

## 회사 소개
- 1980년 3월 14일 설립.
- 1985년: 사명을 대진버스로 변경.
- 2007년 1월 3일: 사명을 현 명칭인 주식회사 대진여객으로 변경.

## 특징
현대자동차 차량을 다량 보유하고 있으며, 현대 일렉시티 차량을 보유하고 있다. 최근 고정식 CNG 충전소가 건립되면서 천연가스버스로 대대적인 대차를 시행하고 있다. 인구는 많지만 교통이 불편한 반송 지역에 교통 수단을 제공하는 중요한 업체이다. 삼성여객과는 계열사이다.

## 차고지
- 부산광역시 기장군 철마면 반송로 979 (본사: 115-1번, 129-1번, 187번, 189번, 189-1번 시종착 및 관리)

## 운행 노선
- ● 115-1번 : 반송 ↔ 반여농산물시장역 ↔ 반여3동 ↔ 동부지청 ↔ 벡스코역 ↔ 해운대역 ↔ 해운대신시가지 ↔ 장산역 ↔ 해운대구청 (이 노선은 일신여객과 공동배차한다)
- ● 129-1번 : 반송 ↔ 충렬사역 ↔ 동래역 ↔ 거제리 ↔ 서면 ↔ 보훈병원 ↔ 신라대
- ● 187번 : 반송 ↔ 대진여객(고촌역) ↔ 안평.고촌 ↔ 기장경찰서 ↔ 일광역 ↔ 화전리일광초등학교 ↔ 동남권원자력의학원 ↔ 장안초등학교 ↔ 장안산단입구 ↔ 명례산단입구 ↔ 도야마을
- ● 189번 : 반송주공 ↔ 서동고개 ↔ 온천장역 ↔ 미남역 ↔ 사직운동장 ↔ 대선주조 ↔ 교대역 ↔ 연산초등학교
- ● 189-1번 : 반송주공 ↔ 반여농산물시장역 ↔ 반여3동 ↔ 동부지청 ↔ 왕자맨션 ↔ 안남초등학교 ↔ 토곡한양아피트 ↔ 연동시장 ↔ 연산교차로

## 보유 차량
- 현대 뉴 슈퍼 에어로시티
- 현대 저상 뉴 슈퍼 에어로시티
- 현대 일렉시티

## 본점 및 지점 현황
- 본점: 부산광역시 기장군 철마면 반송로 979
- CNG사업소 지점: 부산광역시 기장군 철마면 반송로 973